# Aeroportul Kalamazoo/Battle Creek
Aeroportul Kalamazoo/Battle Creek (IATA: AZO, ICAO: KAZO, FAA LID: AZO) este un aeroport din Michigan, Statele Unite ale Americii ce deservește zona Kalamazoo. Aeroportul a fost tranzitat în 2019 de 302.508 pasageri. A fost numit după zona deservită.
Situat la o altitudine de 266 m, aeroportul dispune de 3 piste.

## Infrastructură

### Piste
Aeroportul dispune de 3 piste: 
- pista 05/23 din asfalt, cu dimensiunile 3.439 picioare × 100 picioare
- pista 09/27 din asfalt, cu dimensiunile 2.800 picioare × 60 picioare
- pista 17/35 din asfalt, cu dimensiunile 6.502 picioare × 150 picioare